# Karl Branscheid
Karl August Branscheid (* 4. Dezember 1863 in Eckenhagen; † 31. Januar 1915 in Braunlage) war Bürgermeister verschiedener Gemeinden in Preußen.

## Leben
Karl August Branscheid wurde am 4. Dezember 1863 in Eckenhagen als Sohn des Lehrers Karl Branscheid und dessen Ehefrau Regina Rosalia Zimmermann geboren. Zum Zeitpunkt seiner Heirat am 1. April 1891 arbeitete er als Kreisausschusssekretär in Mülheim (Ruhr).
Seine erste Bürgermeistertätigkeit versah er in Nümbrecht. Am 23. Februar 1895 wurde er in Voerde in das Bürgermeisteramt eingeführt. In Voerde bekleidete er auch einen Vorstandsposten der daselbst gegründeten Molkerei-Genossenschaft. Dort blieb er bis zum Ende des Jahres 1897, ehe er zum 1. Januar 1898 nach Styrum wechselte. Durch die zum 1. Januar 1904 erfolgte Eingemeindung Styrums nach Mülheim (Ruhr) wurde er zum dortigen Beigeordneten bestellt. Bis zu seinem Tod war er ab dem 1. Januar 1905 Bürgermeister von Schwelm. Er erlag am 31. Januar 1915 einem Herzinfarkt in Braunlage im Harz, nachdem er sich dort bereits einige Zeit zur Erholung aufgehalten hatte.
Ab 1912 war er Träger des Roten Adlerordens 4. Klasse.

## Familie
Karl Branscheid entstammte einer Lehrerfamilie und war ab 1891 mit Wilhelmine Mathilde Bungert verheiratet. Mit ihr hatte er zwei Töchter und einen Sohn.